# مورتال كومبات: إبادة
مورتال كومبات: إبادة (بالإنجليزية: Mortal Kombat: Annihilation)‏ هو فيلم أمريكي وهو تكملة لفيلم كومبت الذي إنتاج في عام 1995.إنتاج الفيلم في عام 1997 الفيلم من نوع أفلام فنون الدفاع عن النفس وهو الجزء الثاني من سلسلة المأخوذة عن لعبة الفيديو الشهيرة التي تحمل نفس الاسم. بطولة روبن شو وتاليسا سوتو وجيمس ريمار

## قصة
أحداث الفيلم مما انتهى عليه الجزء الأول عندما تمكن ليو كانغ (روبن شو)، وأصدقاؤه المحاربين من التمكن من الحصول على بطولة مورتال كومبات القتالية السرية، وحماية الأرض من سيطرة الشرير شانغ تسونغ. وعندما يظن الجميع أن السلام قد حل على الأرض يعود الخطر من جديد.هذه المرة عن طريق مجموعة من المقاتلين القادمين من عالم مواز للأرض. والذين يرغبون في السيطرة على العالم لحساب قائدهم شاو خان (برايان تومسون).فيكون على ليو كانغ وزملائه التغلب على رجال شاو خان خلال ستة أيام قبل أن يحكموا سيطرتهم على الأرض.

## وصلات خارجية
- مورتال كومبات: إبادة على موقع IMDb (الإنجليزية)
- مورتال كومبات: إبادة على موقع ميتاكريتيك (الإنجليزية)
- مورتال كومبات: إبادة على موقع روتن توميتوز (الإنجليزية)
- مورتال كومبات: إبادة على موقع نتفليكس (الإنجليزية)
- مورتال كومبات: إبادة على موقع قاعدة بيانات الأفلام العربية
- مورتال كومبات: إبادة على موقع ألو سيني (الفرنسية)
- مورتال كومبات: إبادة على موقع Turner Classic Movies (الإنجليزية)
- مورتال كومبات: إبادة على موقع أول موفي (الإنجليزية)
- مورتال كومبات: إبادة على موقع بوكس أوفيس موجو (الإنجليزية)
- مورتال كومبات: إبادة على موقع فيلمافينيتي (الإسبانية)